# Triumph GT6
The Triumph GT6 er en 6-cylindret sports-coupé, der blev fremstillet af Standard-Triumph, baseret på deres populære Triumph Spitfire cabriolet. Produktionen løb fra 1966-1973.

## Modeller
| Modelnavn    | Motor                | Produktionsår         | Antal bygget |
| ------------ | -------------------- | --------------------- | ------------ |
| GT6 Mark I   | 1996 cc Rækkemotor-6 | Juli 1966 – sept 1968 | 15.818       |
| GT6 Mark II  | 1996 cc Rækkemotor-6 | Juli 1968 – dec 1970  | 12.066       |
| GT6 Mark III | 1996 cc Rækkemotor-6 | Okt 1970 – dec 1973   | 13.042       |
| Total        |                      |                       | 40.926       |